# Dasysyrphus lotus
Dasysyrphus lotus är en tvåvingeart som först beskrevs av Samuel Wendell Williston  1887.  Dasysyrphus lotus ingår i släktet skogsblomflugor, och familjen blomflugor. Inga underarter finns listade i Catalogue of Life.